# Milanovo (Leskovac)
Pour les articles homonymes, voir Milanovo.
Milanovo (en serbe cyrillique : Миланово) est un village de Serbie situé sur le territoire de la Ville de Leskovac, district de Jablanica. Au recensement de 2011, il comptait 518 habitants.

## Démographie
| 1948 | 1953 | 1961 | 1971 | 1981 | 1991 | 2002 | 2011 |
| ---- | ---- | ---- | ---- | ---- | ---- | ---- | ---- |
| 638  | 629  | 572  | 601  | 650  | 596  | 546  | 518  |

|  |